# Dolmen von Estivaux

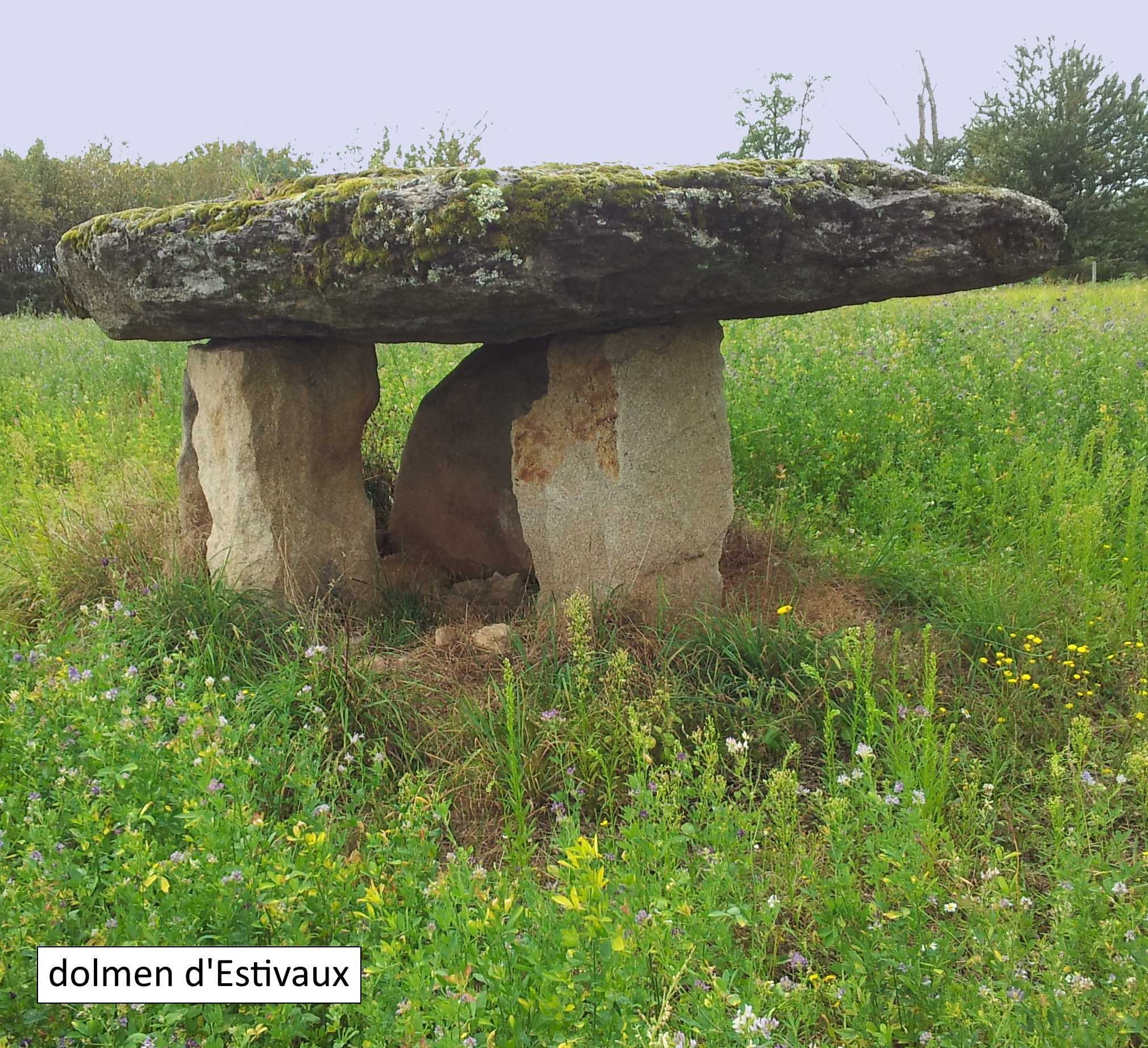
Dolmen von Estivaux

Der Dolmen von Estivaux (französisch Dolmen de la Pierre Levée, Peyrelevade oder Dolmen d’Estivaux genannt) liegt östlich des Weilers Estivaux, bei Uzerche im Département Corrèze in Frankreich. Dolmen ist in Frankreich der Oberbegriff für Megalithanlagen aller Art. 
Der 2002 untersuchte und restaurierte einfache Dolmen (französisch Dolmen simple) liegt in einem Feld südlich des Sportplatzes und der angrenzenden Bebauung. Der flache, ovale, allseits überstehende Deckstein misst 3,5 m × 2,5 m und liegt auf vier Tragsteinen, die eine Kammer von etwa 2,0 × 1,0 Meter und 1,5 Meter Höhe bilden. Die Stützsteine wurden bei Restaurierung komplettiert.
Die Ausgrabung führte zur Entdeckung einiger Werkzeuge aus Feuerstein, keramischer Scherben und verkohlten Knochenfragmenten.